# Will Patton
William Rankin "Will" Patton (født 14. juni 1954 i Charleston, South Carolina i USA) er en amerikansk skuespiller.

## Liv og karriere
Han er den ældste af tre børn og voksede op på familiens gård, hvor hans forældre også modtog plejebørn. Hans far, Bill Patton, var en dramatiker, en skuespil/instruktions instruktør og luthersk præst, der tjente som feltpræst ved Duke University.
Han gik på North Carolina School of Arts og på Actors Studio. Han har medvirket i alt fra tv-serier til blockbusterfilm, som Armageddon med Bruce Willis i hovedrollen.

## Filmografi
- Into the West (2005) .... James Fletcher
- The Last Ride (2004) (TV) .... Aaron Purnell
- The Punisher (2004) .... Quentin Glass
- Family Sins (2004) (TV) .... Philip Rothman
- The Mothman Prophecies (film) (2002) .... Gordon Smallwood
- The Agency TV Series .... Jackson Haisley (2001-2003)
- Remember the Titans (2000) .... Coach Bill Yoast
- Trixie (2000) .... W. 'Red' Rafferty
- Gone in Sixty Seconds (2000) .... Atley Jackson
- Jesus' Son (1999) .... John Smith
- Entrapment (1999) .... Hector Cruz
- Breakfast of Champions (1999) .... Moe the Truck Driver
- I Woke Up Early the Day I Died (1998) .... Preacher
- Armageddon (1998) .... Charles 'Chick' Chapple
- O.K. Garage (1998) .... Sean
- The Postman (1997) .... General Bethlehem
- This World, Then the Fireworks (1997) .... Lt. Morgan
- Inventing the Abbotts (1997) .... Lloyd Abbott
- The Protector (1997) TV Series .... Jeff
- Fled (1996) .... Det. Matthew 'Gib' Gibson
- The Spitfire Grill (1996) .... Nahum Goddard
- Plain Pleasures (1996)
- Copycat (1995) .... Nicoletti
- VR.5 TV Series .... Dr.Frank Morgan
- The Puppet Masters (1994) .... Dr. Graves
- The Client (1994) .... Sergeant Hardy
- Judicial Consent (1994) .... Alan Warwick
- Natural Causes (1994) .... Michael Murphy
- Tollbooth (1994) .... Dash Pepper
- Romeo Is Bleeding (1993) .... Martie
- Taking the Heat (1993) (TV) .... Hadley
- Midnight Edition (1993) .... Jack Travers
- A Child Lost Forever: The Jerry Sherwood Story (1992) (TV) .... Frank Maxwell
- In the Deep Woods (1992) (TV) .... Eric Gaines
- In the Soup (1992) .... Skippy
- Lincoln and the War Within (1992) (TV)
- The Paint Job (1992) .... Wesley
- Cold Heaven (1991) .... Father Niles
- The Rapture (1991) .... Deputy Foster
- Bright Angel (1991) (uncredited) .... Woody
- Deadly Desire (1991) (TV) .... Giles Menteer
- Dillinger (1991) (TV) .... Melvin Purvis
- A Shock to the System (1990) .... Lt. Laker
- Everybody Wins (1990) .... Jerry
- Signs of Life (1989) .... Owen's Father
- Stars and Bars (1988) .... Duane Gage
- Wildfire (1988) .... Mike
- No Way Out (1987) .... Scott Pritchard
- A Gathering of Old Men (1987) (TV) .... Lou Dimes
- Belizaire the Cajun (1986) .... Matthew Perry
- Chinese Boxes (1986) .... Lang Marsh
- After Hours (1985) .... Horst
- Desperately Seeking Susan (1985) .... Wayne Nolan
- The Beniker Gang (1985) .... Forest Ranger
- The Equalizer (1985) .... Officer Nick Braxton
- Search for Tomorrow TV Series .... Kentucky Bluebird (1984-1985)
- Silkwood (1983) .... Joe
- King Blank (1983) .... Bar Customer
- Variety (1983) .... Mark
- Ryan's Hope TV Series .... Ox Knowles (1982-1983)
- Kent State (1981) (TV) .... Peter